# Niebieska flaga
Niebieska flaga (jap. 青のフラッグ Ao no furaggu) – manga autorstwa KAITO, publikowana na stronie internetowej Shōnen Jump+ od lutego 2017 do kwietnia 2020.

## Fabuła
Taichi Ichinose nie znosi Futaby Kuze. W liceum trafią do tej samej klasy, gdzie dołącza do nich Touma Mita, przyjaciel z dzieciństwa bohaterów. Futaba otwiera się przed Taichim i przyznaje, że podkochuje się w Toumie. Mimo niechęci Taichiego, prosi go o pomoc w wyznaniu tego.

## Publikacja serii
Manga była publikowana w serwisie Shōnen Jump+ od 1 lutego 2017 do 8 kwietnia 2020. Seria została wydana również w ośmiu tomach tankōbon.
Na Anime Expo 2019, Viz Media ogłosiło, że nabyło licencję wydanie serii w języku angielskim. Manga jest również wydawana po francusku przez Kurokawę, po niemiecku przez Carlsen Verlag, po włosku i portugalsku przez Panini Comics i po hiszpańsku przez Editorial Ivrea.
W Polsce licencję na wydawanie mangi zakupiło Studio JG.
| Nr | Język japoński  | Język japoński         | Język polski      | Język polski           |
| Nr | Data wydania    | ISBN                   | Data wydania      | ISBN                   |
| -- | --------------- | ---------------------- | ----------------- | ---------------------- |
| 1  | 4 kwietnia 2017 | ISBN 978-4-08-881045-4 | 20 sierpnia 2021  | ISBN 978-83-8001-755-9 |
| 2  | 4 sierpnia 2017 | ISBN 978-4-08-881145-1 | 3 grudnia 2021    | ISBN 978-83-8001-822-8 |
| 3  | 4 grudnia 2017  | ISBN 978-4-08-881308-0 | 18 lutego 2022    | ISBN 978-83-8001-871-6 |
| 4  | 5 maja 2018     | ISBN 978-4-08-881485-8 | 30 czerwca 2022   | ISBN 978-83-8001-915-7 |
| 5  | 4 września 2018 | ISBN 978-4-08-881580-0 | 25 sierpnia 2022  | ISBN 978-83-8001-998-0 |
| 6  | 4 kwietnia 2019 | ISBN 978-4-08-881769-9 | 18 listopada 2022 | ISBN 978-83-8257-007-6 |
| 7  | 4 grudnia 2019  | ISBN 978-4-08-882163-4 | 8 lutego 2023     | ISBN 978-83-8257-098-4 |
| 8  | 4 czerwca 2020  | ISBN 978-4-08-882365-2 | 18 maja 2023      | ISBN 978-83-8257-151-6 |

## Odbiór
Seria była finalistą nagrody Los Angeles Times 2020 w kategorii powieści graficznych. Young Adult Library Services Association umieściło serię w pierwszej dziesiątce na liście 126 najlepszych powieści graficznych dla nastolatków z 2021 roku.
Rebecca Silverman z Anime News Network przyznała pierwszym czterem tomom ocenę A-, chwaląc je za kreskę, postacie i historię, ale krytykując za to, że czasami niektóre postacie mogą wydawać się zbyt agresywne lub nieśmiałe. Melina Dargis z The Fandom Post bardzo chwali serię za historię i bohaterów, twierdząc, że jest to najlepsza licealna manga z gatunku okruchy życia tego roku. Podobnie jak Silverman i Dargis, Demezela z Anime UK News chwaliła historię, grafikę i postacie, ostatecznie przyznając pierwszemu tomowi ocenę 9/10.